# Centro de Estudios Financieros
El Centro de Estudios Financieros (CEF) es una escuela de negocios española fundada en 1977 y especializada en la preparación de oposiciones a la administración pública. Pertenece al Grupo CEF-UDIMA. Tiene su sede en Madrid y centros en Barcelona, Valencia y Santo Domingo.

## Historia
Fue fundado en 1977 por el economista Roque de las Heras para preparar a opositores a la Hacienda Pública. En 1978 la formación se extendió a otras áreas de la Administración del Estado. Fue creada entonces la Editorial Centro de Estudios Financieros. En 1979 se inició la educación a distancia.
En 1985 comenzó la preparación a los alumnos para oposiciones a las administraciones autonómicas y en 1998 las oposiciones para la Unión Europea.
Desde 1984 se imparten postgrados en materias fiscales y más adelante la enseñanza especializada se extendió a otros ámbitos de la formación económica, jurídica y del mundo digital.  En 1986 se inauguró el Centro de Estudios Financieros en Barcelona; en 1987 una segunda sede en Madrid; en 1997 el centro de Valencia; y en 2019 la sede en la República Dominicana.
En 1990, el Centro de Estudios Financieros creó el Premio Estudios Financieros, que desde entonces reconoce la labor investigadora y creativa en el mundo empresarial.
En 2006, el Grupo CEF creó la Universidad a Distancia de Madrid (UDIMA). El Grupo CEF-UDIMA ha ido incorporando las distintas metodologías digitales a la enseñanza y la gestión. La inteligencia artificial (IA) se ha aplicado a los planes de estudio para la  inserción laboral de los estudiantes.
En 2024 el Grupo CEF-UDIMA firmó con la Fundación ONCE un convenio de colaboración para apoyar a las personas con discapacidad que se preparan para acceder a la Administración mediante oposiciones.También se firmó un acuerdo académico con el Colegio Oficial de Médicos de Madrid (ICOMEM) para el acceso de colegiados, trabajadores y familiares a los cursos del grupo de forma gratuita.
Anualmente organiza el Tax-Forum, que analiza la actualidad tributaria con profesionales del sector: jueces, expertos, empresarios y académicos.

## Sello editorial
La escuela de negocios creó en 1978 el sello editorial Centro de Estudios Financieros, que publicaba los manuales basados en los apuntes para la preparación de las oposiciones a Hacienda. El primer libro editado fue Tarifas de Licencia Fiscal.
A partir de entonces crearon una serie de revistas profesionales: Contabilidad y Tributación (1980), Trabajo y Seguridad Social (1988), CEFGestión (1998), y CEFLegal (2001).
La editorial publica colecciones monográficas, como el Repertorio de Legislación Tributaria, de Julio Díez Aroca, editado por primera vez en 1982 y que se convirtió en una obra de 30 volúmenes y punto de partida para la futura base de datos.
En 1994 creó NormaCEF, base de datos que integra las áreas tributaria y contable, sociolaboral, civil, mercantil penal y administrativa de forma conjunta.

## CEF Santo Domingo
El Instituto Especializado de Educación Superior conocido como CEF Santo Domingo fue creado en 2019 por el Grupo CEF-UDIMA en la República Dominicana para la formación en las áreas de dirección y administración de empresas, banca y enseñanza digital.  Fue aprobado en 2019 por el Consejo Nacional de Educación Superior (CONESCyT) e inaugurado en 2021.
El centro de Santo Domingo imparte siete maestrías oficiales, y varios diplomados en materias fiscales, de emprendimiento y dirección, así como formación  dentro de las empresas.